# Шена
Шена (фр. Chénas) насеље је и општина у источној Француској у региону Рона-Алпи, у департману Рона која припада префектури Вилфранш сир Саон.
По подацима из 2011. године у општини је живело 539 становника, а густина насељености је износила 65,89 становника/km². Општина се простире на површини од 8,18 km². Налази се на средњој надморској висини од 250 метара (максималној 515 m, а минималној 215 m).

## Демографија
| 1962. | 1968. | 1975. | 1982. | 1990. | 1999. | 2011. |
| ----- | ----- | ----- | ----- | ----- | ----- | ----- |
| 423   | 465   | 402   | 328   | 372   | 442   | 539   |

График промене броја становника у току последњих година